# Lucie Jandová
Lucie Jandová (* 8. dubna 1969 Praha) je česká novinářka a spisovatelka  Ve svých knihách zaměřených především na vztahy v rodině kombinuje dokumentární přístup s populárně naučnou psychologií. Díky tomu i obtížná témata zpřístupňuje široké veřejnosti.

## Život
Narodila se v roce 1969 v Praze. Odmaturovala na gymnáziu Špitálská, poté studovala na Filozofické fakultě v Praze historii a kulturní antropologii.
Ještě za studií publikovala básně a povídky, později přispívala do časopisů Mladý svět, Xantypa, Nový prostor, Beau monde, Claudia. V letech 2002 až 2005 působila v Mladé frontě dnes, od roku 2005 pracuje v Magazínu Právo. Zde se zabývá rozhovory s celebritami a reportážemi. V roce 1999 získala literární stipendium Nadace centra pro současné umění. Kromě novinářské praxe, za níž byla v roce 2014 oceněna cenou Media na pomoc památkám, se věnuje i autorské knižní tvorbě.
Více než dvacet let vyznává buddhismus a studuje východní nauky. Má dvě dcery, Terezu a Doru. 

## Dílo
V roce 2011 publikovala román Penelopea, kde se značnou nadsázkou parafrázuje antické motivy. Do širšího povědomí se dostala svými knihami o nefunkčních rodinných vazbách a toxických partnerských vztazích. V roce 2019 vydala knihu Temné matky a jejich dcery, kde se zabývá mateřským odmítnutím. Dva roky sbírala příběhy žen, které mají napjatý vztah s matkou. Za pomoci mýtů, pohádek a podobenství se pokusila rozkrýt podstatu mateřské lásky a důsledky její absence. Kniha vzbudila značný čtenářský ohlas. Navázala na ni knižní publikací První muž, který mě zradil, byl můj otec. V ní mapuje následky nefunkční otcovské role v dětství a dospívání na pozdější partnerský život. Do obou z knih přispěla po pěti příbězích novinářka Dana Kaplanová. V knize Život s narcisem spolu s terapeutem Janem Dvořákem rozkrývá povahu, příčiny a znaky psychopatie, konkrétně narcistní poruchy osobnosti, a její pustošivé dopady na rodinný a vztahový život. Kniha Koloběh života, rytmus srdce tematicky volně navazuje na tři předchozí. Zamýšlí se nad otázkou spokojenosti a štěstí v životě. Dospívá k názoru, že není možné žít šťastně a plně, bez toho, že by člověk smysluplně zvládl výzvy jednotlivých životních etap. Zdůrazňuje také význam stavu organismu zvaného srdeční koherence, stejně jako zorientování se v dnešní nejednoznačné době. V knize s názvem Kdybych se mohla zeptat znovu se ohlíží za svou novinářskou dráhou. Předkládá v ní čtenářům šestnáct rozhovorů se známými osobnostmi české kulturní scény, které doprovodila osobními vzpomínkami.